# Ignacy Bąk (polityk)
Ignacy Bąk (ur. 14 grudnia 1925 w Olszynach) – polski nauczyciel, działacz polityczny.

## Życiorys
Urodził się 12 grudnia 1925 w Olszynach jako syn Józefa i Joanny w rodzinie chłopskiej. Uzyskał wyższe wykształcenie socjologiczne. Od 1945 do 1948 był słuchaczem kursów pedagogicznych. Od 1948 pracował jako nauczyciel.
Od 13 maja 1949 był członkiem PZPR. W latach 1960–1963 pracował jako inspektor szkolny w Sanoku. Był członkiem Powiatowej Rady Narodowej w Sanoku kadencji 1961-1965. Od 1963 był II sekretarzem Komitetu Powiatowego PZPR w Sanoku, a 8 lutego 1969 ponownie wybrany na sekretarza KP. Na początku lat 70. był I sekretarzem KP PZPR w Sanoku, w tym wybrany 27 stycznia 1973. W tym charakterze 19 marca 1971 został wybrany zastępcą członka Komitetu Wojewódzkiego KW PZPR w Rzeszowie. W połowie 1971 zasiadł w Komitecie Honorowym obchodów 30-lecia PPR w województwie rzeszowskim. Równolegle 10 listopada 1972 został wybrany do egzekutywy Komitetu Miejskiego PZPR w Sanoku. W 1972 był I sekretarzem KM w Sanoku. W związku z przejściem do pracy w Tarnobrzegu zrezygnował z funkcji członka KM, egzekutywy i I sekretarza i 10 maja 1973 został pożegnany w Sanoku (jego miejsce zajął Jan Kwolek).
W Sanoku od 1964 do 1972 był przewodniczącym zarządu Towarzystwa Rozwoju i Upiększania Miasta Sanoka. Był autorem rozdziału pt. Dorobek i perspektywy ziemi sanockiej w publikacji Ziemia sanocka, wydanej w 1966. 22 lipca 1964 dokonał odsłonięcia dwóch pomników ofiar zbrodni hitlerowskich pod Zagórzem nieopodal Sanoka: w byłym obozie pracy w Zasławiu oraz na miejscu egzekucji w lesie Hanusiska. Był też przewodniczącym Społecznego Komitetu Budowy Sztucznego Lodowiska Torsan w Sanoku, otwartego oficjalnie 9 listopada 1968.
Od maja 1973 do 1 czerwca 1975 był I sekretarzem Komitetu Powiatowego PZPR w Tarnobrzegu. Po ustanowieniu województwa tarnobrzeskiego od 4 czerwca 1975 do 21 czerwca 1981 był przewodniczącym Wojewódzkiej Komisji Kontroli Partyjnej (WKKP) w Tarnobrzegu, od 4 czerwca 1975 członkiem egzekutywy Komitetu Wojewódzkiego PZPR w Tarnobrzegu. 8 listopada 1975 został wybrany ponownie do egzekutywy KW PZPR oraz zasiadł w sekretariacie KW PZPR w Tarnobrzegu. 20 grudnia 1979 ponownie został wybrany do sekretariatu KW PZPR. W drugiej połowie lat 70. był przewodniczącym wojewódzkiej struktury ORMO w Tarnobrzegu. W 1985 był lektorem KW PZPR w Tarnobrzegu.

## Odznaczenia
- Odznaka „Zasłużony Działacz Kultury Fizycznej” (1968)[26]
- Złota odznaka Frontu Jedności Narodu (1973)[16]
- Odznaka „Zasłużony dla Sanoka” (1976)[37]